# Ostrau, Saale
Ostrau là một đô thị thuộc huyện Saalekreis, bang Saxony-Anhalt, Đức.